# Pandemia de COVID-19 en Mato Grosso del Sur
Los primeros casos de la pandemia de enfermedad por coronavirus en Mato Grosso del Sur, estado de Brasil, inició el 14 de marzo de 2020. Hay 21.802 casos confirmados y 319 fallecidos.

## Cronología

### Marzo
El 14 de marzo se registra los dos primeros casos de la COVID-19 en la capital, Campo Grande. Es una mujer de 23 años que tuvo contacto con un caso positivo en Río de Janeiro, y un hombre de 31 años que regresó recientemente de Londres, Inglaterra.
El 31 de marzo se reporta la primera muerte debido a la COVID-19. Este es un residente de Batayporã. La paciente era una mujer de 64 años con enfermedad pulmonar obstructiva crónica.

### Abril
El 13 de abril la ciudad capital, Campo Grande, registra la primera muerte por la COVID-19, la tercera en el estado (las dos primeras víctimas eran residentes de Batayporã). La paciente era una mujer de 71 años con diabetes y problemas cardíacos.

## Registro
Lista de municipios de Mato Grosso del Sur con casos confirmados:
| Posición | Municipio                    | N.º casos | N.º muertes |
| -------- | ---------------------------- | --------- | ----------- |
| 1        | Campo Grande                 | 140       | 3           |
| 2        | Três Lagoas                  | 56        | 3           |
| 3        | Dourados                     | 13        | 1           |
| 4        | Sonora (Mato Grosso del Sur) | 13        | 0           |
| 5        | Nova Andradina               | 11        | 0           |
| 6        | Chapadão do Sul              | 9         | 0           |